# Olympische Sommerspiele 2020/Teilnehmer (Usbekistan)
| Gelbes Symbol für Goldmedaillen mit stilisierten Olympischen Ringen | Graues Symbol für Silbermedaillen mit stilisierten Olympischen Ringen | Braundes Symbol für Bronzemedaillen mit stilisierten Olympischen Ringen |
| ------------------------------------------------------------------- | --------------------------------------------------------------------- | ----------------------------------------------------------------------- |
| 3                                                                   | —                                                                     | 2                                                                       |

Usbekistan nahm an den Olympischen Spielen 2020 in Tokio mit 67 Sportlern in 15 Sportarten teil. Es war die insgesamt siebte Teilnahme an Olympischen Sommerspielen.

## Teilnehmer nach Sportarten

### Boxen
| Athleten                | Wettbewerb                  | 1. Runde         | 1. Runde | Achtelfinale        | Achtelfinale  | Viertelfinale | Viertelfinale | Halbfinale    | Halbfinale    | Finale        | Finale        | Rang |
| Athleten                | Wettbewerb                  | Gegner           | Ergebnis | Gegner              | Ergebnis      | Gegner        | Ergebnis      | Gegner        | Ergebnis      | Gegner        | Ergebnis      | Rang |
| ----------------------- | --------------------------- | ---------------- | -------- | ------------------- | ------------- | ------------- | ------------- | ------------- | ------------- | ------------- | ------------- | ---- |
| Frauen                  |                             |                  |          |                     |               |               |               |               |               |               |               |      |
| Tursunoy Rahimova       | Fliegengewicht bis 51 kg    | S. Drabik        | 4:1      | B. N. Çakıroğlu     | 2:3           | ausgeschieden | ausgeschieden | ausgeschieden | ausgeschieden | ausgeschieden | ausgeschieden | 9    |
| Rayhona Qodirova        | Leichtgewicht bis 60 kg     | Freilos          | Freilos  | N. Yumba            | 5:0           | B. Ferreira   | 0:5           | ausgeschieden | ausgeschieden | ausgeschieden | ausgeschieden | 5    |
| Shahnoza Yunusova       | Weltergewicht bis 69 kg     | K. Koszewska     | 0:5      | ausgeschieden       | ausgeschieden | ausgeschieden | ausgeschieden | ausgeschieden | ausgeschieden | ausgeschieden | ausgeschieden | 17   |
| Männer                  |                             |                  |          |                     |               |               |               |               |               |               |               |      |
| Shahobiddin Zoirov      | Fliegengewicht bis 52 kg    | B. Çiftçi        | 5:0      | D. Varela de Pina   | 5:0           | C. Paalam     | 0:4           | ausgeschieden | ausgeschieden | ausgeschieden | ausgeschieden | 5    |
| Mirazizbek Mirzahalilov | Federgewicht bis 57 kg      | Freilos          | Freilos  | K. Walker           | 1:4           | ausgeschieden | ausgeschieden | ausgeschieden | ausgeschieden | ausgeschieden | ausgeschieden | 9    |
| Elnur Abduraimov        | Leichtgewicht bis 63 kg     | T. Baatarsüchiin | 4:1      | B. Usmonow          | 5:0           | H. Batschkow  | 0:5           | ausgeschieden | ausgeschieden | ausgeschieden | ausgeschieden | 5    |
| Bobousmon Baturov       | Weltergewicht bis 69 kg     | Freilos          | Freilos  | R. Polanco Emiliano | 4:0           | P. McCormack  | 1:4           | ausgeschieden | ausgeschieden | ausgeschieden | ausgeschieden | 5    |
| Fanat Qahramonov        | Mittelgewicht bis 75 kg     | G. Charabadse    | 5:0      | Ä. Amanqul          | 0:5           | ausgeschieden | ausgeschieden | ausgeschieden | ausgeschieden | ausgeschieden | ausgeschieden | 9    |
| Dilshod Roʻzmetov       | Halbschwergewicht bis 81 kg | E. Brennan       | 5:0      | L. Alfonso          | 1:4           | ausgeschieden | ausgeschieden | ausgeschieden | ausgeschieden | ausgeschieden | ausgeschieden | 9    |
| Sanjar Tursunov         | Schwergewicht bis 91 kg     | A. Benchabla     | 1:4      | ausgeschieden       | ausgeschieden | ausgeschieden | ausgeschieden | ausgeschieden | ausgeschieden | ausgeschieden | ausgeschieden | 17   |
| Bahodir Jalolov         | Superschwergewicht ab 91 kg | Freilos          | Freilos  | M. Abdullayev       | 5:0           | S. Kumar      | 5:0           | F. Clarke     | RSC           | R. Torrez     | 5:0           | Gold |

### Fechten
| Athleten          | Wettbewerb   | 1. Runde    | 1. Runde | 2. Runde      | 2. Runde      | Achtelfinale  | Achtelfinale  | Viertelfinale | Viertelfinale | Halbfinale / Klassifikation | Halbfinale / Klassifikation | Finale / Platzierung | Finale / Platzierung | Rang  |
| Athleten          | Wettbewerb   | Gegner      | Ergebnis | Gegner        | Ergebnis      | Gegner        | Ergebnis      | Gegner        | Ergebnis      | Gegner                      | Ergebnis                    | Gegner               | Ergebnis             | Rang  |
| ----------------- | ------------ | ----------- | -------- | ------------- | ------------- | ------------- | ------------- | ------------- | ------------- | --------------------------- | --------------------------- | -------------------- | -------------------- | ----- |
| Frauen            |              |             |          |               |               |               |               |               |               |                             |                             |                      |                      |       |
| Malika Hakimova   | Degen Einzel | Freilos     | Freilos  | Y. Sun        | 10:15         | ausgeschieden | ausgeschieden | ausgeschieden | ausgeschieden | ausgeschieden               | ausgeschieden               | ausgeschieden        | ausgeschieden        | 17–32 |
| Zaynab Dayibekova | Säbel Einzel | C. Aoki     | 15:9     | Y. Shao       | 15:10         | J.-s. Yoon    | 15:12         | A. Márton     | 11:15         | ausgeschieden               | ausgeschieden               | ausgeschieden        | ausgeschieden        | 5–8   |
| Männer            |              |             |          |               |               |               |               |               |               |                             |                             |                      |                      |       |
| Sherzod Mamutov   | Säbel Einzel | I. Teodosiu | 11:15    | ausgeschieden | ausgeschieden | ausgeschieden | ausgeschieden | ausgeschieden | ausgeschieden | ausgeschieden               | ausgeschieden               | ausgeschieden        | ausgeschieden        | 33–36 |

### Gewichtheben
| Athleten              | Wettbewerb                  | Reißen     | Reißen | Stoßen      | Stoßen | Zweikampf   | Zweikampf | Rang |
| Athleten              | Wettbewerb                  | Gewicht    | Rang   | Gewicht     | Rang   | Gewicht     | Rang      | Rang |
| --------------------- | --------------------------- | ---------- | ------ | ----------- | ------ | ----------- | --------- | ---- |
| Frauen                |                             |            |        |             |        |             |           |      |
| Muattar Nabiyeva      | Federgewicht bis 55 kg      | 98 kg (OR) | 1      | 114 kg      | 6      | 212 kg      | 4         | 4    |
| Kumushxon Fayzullaeva | Halbschwergewicht bis 76 kg | 101 kg     | 8      | 126 kg      | 6      | 227 kg      | 6         | 6    |
| Männer                |                             |            |        |             |        |             |           |      |
| Adhamjon Ergashev     | Federgewicht bis 67 kg      | 139 kg     | 7      | 173 kg      | 5      | 312 kg      | 6         | 6    |
| Akbar Joʻrayev        | Schwergewicht bis 109 kg    | 193 kg     | 2      | 237 kg (OR) | 1      | 430 kg (OR) | 1         | Gold |

### Judo
| Athleten | Wettbewerb  | 1. Runde         | 1. Runde | 2. Runde   | 2. Runde | Achtelfinale  | Achtelfinale  | Viertelfinale   | Viertelfinale | Halbfinale / Trostrunde | Halbfinale / Trostrunde | Finale / Platz 3 | Finale / Platz 3 | Rang   |
| Athleten | Wettbewerb  | Gegner           | Ergebnis | Gegner     | Ergebnis | Gegner        | Ergebnis      | Gegner          | Ergebnis      | Gegner                  | Ergebnis                | Gegner           | Ergebnis         | Rang   |
| --- | ----------- | ---------------- | -------- | ---------- | -------- | ------------- | ------------- | --------------- | ------------- | ----------------------- | ----------------------- | ---------------- | ---------------- | ------ |
| Frauen |             |                  |          |            |          |               |               |                 |               |                         |                         |                  |                  |        |
| Diyora Keldiyorova                                                                                              | bis 52 kg   | L. Sosorbaram    | 0:10     | —          | —        | ausgeschieden | ausgeschieden | ausgeschieden   | ausgeschieden | ausgeschieden           | ausgeschieden           | ausgeschieden    | ausgeschieden    | 17     |
| Farangiz Hojiyeva                                                                                               | bis 63 kg   | S. Billiet       | 0s1:10   | —          | —        | ausgeschieden | ausgeschieden | ausgeschieden   | ausgeschieden | ausgeschieden           | ausgeschieden           | ausgeschieden    | ausgeschieden    | 17     |
| Gulnoza Matniyazova                                                                                             | bis 70 kg   | D. Memneloum     | 10:0     | —          | —        | S. van Dijke  | 0s1:10        | ausgeschieden   | ausgeschieden | ausgeschieden           | ausgeschieden           | ausgeschieden    | ausgeschieden    | 9      |
| Männer |             |                  |          |            |          |               |               |                 |               |                         |                         |                  |                  |        |
| Sharofiddin Lutfullayev                                                                                         | bis 60 kg   | Freilos          | Freilos  | —          | —        | A. Lessjuk    | 0s2:1s2       | ausgeschieden   | ausgeschieden | ausgeschieden           | ausgeschieden           | ausgeschieden    | ausgeschieden    | 9      |
| Sardor Nurillayev                                                                                               | bis 66 kg   | D. Vieru         | 0s2:10s2 | —          | —        | ausgeschieden | ausgeschieden | ausgeschieden   | ausgeschieden | ausgeschieden           | ausgeschieden           | ausgeschieden    | ausgeschieden    | 17     |
| Hikmatilloh Toʻrayev                                                                                            | bis 73 kg   | Freilos          | Freilos  | I. Wandtke | 10:0s3   | An C.-r.      | 0s1:1s1       | ausgeschieden   | ausgeschieden | ausgeschieden           | ausgeschieden           | ausgeschieden    | ausgeschieden    | 9      |
| Sharofiddin Boltaboyev                                                                                          | bis 81 kg   | Freilos          | Freilos  | H. Cumbo   | 10:0     | I. Iwanow     | 1s2:0s2       | S. Borchashvili | 0:1s1         | T. Grigalaschwili       | 0s1:1s1                 | ausgeschieden    | ausgeschieden    | 7      |
| Davlat Bobonov                                                                                                  | bis 90 kg   | Freilos          | Freilos  | N. Mungai  | 1s2:0    | K. Njabali    | 10:0H         | L. Bekauri      | 0H:10         | N. Sherazadishvili      | 1s1:0s2                 | M. Zgank         | 10s1:0           | Bronze |
| Muhammadkarim Xurramov                                                                                          | bis 100 kg  | B. Fletcher      | 1s1:0s1  | —          | —        | A. Wolf       | 0:10          | ausgeschieden   | ausgeschieden | ausgeschieden           | ausgeschieden           | ausgeschieden    | ausgeschieden    | 9      |
| Bekmurod Oltiboyev                                                                                              | über 100 kg | D. Öldsiibajaryn | 10:0     | —          | —        | H. Grol       | 10:0          | L. Krpálek      | 0:1s2         | J. Chammo               | 0s1:1s2                 | ausgeschieden    | ausgeschieden    | 7      |
| Mixed |             |                  |          |            |          |               |               |                 |               |                         |                         |                  |                  |        |
| Davlat Bobonov Diyora Keldiyorova Farangiz Hojiyeva Gulnoza Matniyazova Bekmurod Oltiboyev Hikmatilloh Toʻrayev | Mixed Team  | —                | —        | —          | —        | Niederlande   | 3:4           | ausgeschieden   | ausgeschieden | ausgeschieden           | ausgeschieden           | ausgeschieden    | ausgeschieden    | 9      |

### Kanu

#### Kanurennsport
| Athleten                           | Wettbewerb | Vorlauf      | Vorlauf | Viertelfinale | Viertelfinale | Halbfinale    | Halbfinale    | Finale A/B    | Finale A/B    | Rang          |
| Athleten                           | Wettbewerb | Zeit         | Rang    | Zeit          | Rang          | Zeit          | Rang          | Zeit          | Rang          | Rang          |
| ---------------------------------- | ---------- | ------------ | ------- | ------------- | ------------- | ------------- | ------------- | ------------- | ------------- | ------------- |
| Frauen                             |            |              |         |               |               |               |               |               |               |               |
| Dilnoza Rahmatova                  | C-1 200 m  | 47,716 s     | 5       | 46,645 s      | 3             | ausgeschieden | ausgeschieden | ausgeschieden | ausgeschieden | ausgeschieden |
| Nilufar Zokirova                   | C-1 200 m  | 49,686 s     | 6       | 48,995 s      | 6             | ausgeschieden | ausgeschieden | ausgeschieden | ausgeschieden | ausgeschieden |
| Dilnoza Rahmatova Nilufar Zokirova | C-2 500 m  | 2:04,854 min | 4       | 2:04,450 min  | 2             | 2:09,614 min  | 5             | 2:04,658 min  | 3             | 11            |

### Leichtathletik
Springen und Werfen 
| Athleten            | Wettbewerb | Qualifikation | Qualifikation | Finale        | Finale        | Rang |
| Athleten            | Wettbewerb | Weite/Höhe    | Rang          | Weite/Höhe    | Rang          | Rang |
| ------------------- | ---------- | ------------- | ------------- | ------------- | ------------- | ---- |
| Frauen              |            |               |               |               |               |      |
| Svetlana Radzivil   | Hochsprung | 1,90 m        | 20            | ausgeschieden | ausgeschieden | 20   |
| Safina Saʼdullayeva | Hochsprung | 1,95 m        | 4             | 1,96 m        | 6             | 6    |
| Darya Reznichenko   | Weitsprung | 6,19 m        | 26            | ausgeschieden | ausgeschieden | 26   |
| Roksana Xudoyorova  | Dreisprung | 13,02 m       | 29            | ausgeschieden | ausgeschieden | 29   |
| Männer              |            |               |               |               |               |      |
| Suhrob Xoʻjayev     | Hammerwurf | 71,26 m       | 29            | ausgeschieden | ausgeschieden | 29   |
| Ruslan Qurbonov     | Dreisprung | NMW           | NMW           | ausgeschieden | ausgeschieden | –    |

 Mehrkampf 
| Athletinnen         | 100 m Hürden | 100 m Hürden | Hochsprung | Hochsprung | Kugelstoßen | Kugelstoßen | 200 m   | 200 m  | Weitsprung | Weitsprung | Speerwurf | Speerwurf | 800 m       | 800 m  | Punkte | Rang |
| Athletinnen         | Zeit         | Punkte       | Höhe       | Punkte     | Weite       | Punkte      | Zeit    | Punkte | Weite      | Punkte     | Weite     | Punkte    | Zeit        | Punkte | Punkte | Rang |
| ------------------- | ------------ | ------------ | ---------- | ---------- | ----------- | ----------- | ------- | ------ | ---------- | ---------- | --------- | --------- | ----------- | ------ | ------ | ---- |
| Siebenkampf         |              |              |            |            |             |             |         |        |            |            |           |           |             |        |        |      |
| Yekaterina Voronina | 14,19 s      | 952          | 1,77 m     | 941        | 13,76 m     | 778         | 24,67 s | 917    | 6,11 m     | 883        | 49,88 m   | 858       | 2:09,73 min | 969    | 6298   | 12   |

### Moderner Fünfkampf
| Athleten           | Fechten | Fechten | Schwimmen   | Schwimmen | Reiten   | Reiten | Combined     | Combined | Punkte | Rang |
| Athleten           | Bilanz  | Punkte  | Zeit        | Punkte    | Zeit     | Punkte | Zeit         | Punkte   | Punkte | Rang |
| ------------------ | ------- | ------- | ----------- | --------- | -------- | ------ | ------------ | -------- | ------ | ---- |
| Frauen             |         |         |             |           |          |        |              |          |        |      |
| Alise Faxrutdinova | 16+0    | 196     | 2:16,45 min | 278       | 117,93 s | 226    | 13:55,66 min | 465      | 1165   | 30   |
| Männer             |         |         |             |           |          |        |              |          |        |      |
| Alexander Savkin   | 7+0     | 142     | 2:06,64 min | 297       | 77,29 s  | 279    | 11:55,96 min | 585      | 1303   | 32   |

### Radsport

#### Straße
| Athleten            | Wettbewerb    | Zeit      | Rang |
| ------------------- | ------------- | --------- | ---- |
| Frauen              |               |           |      |
| Olga Zabelinskaya   | Straßenrennen | 3:54:31 h | 09   |
| Männer              |               |           |      |
| Murodjon Xolmurodov | Straßenrennen | 6:21:46 h | 64   |

### Ringen

#### Freier Stil
Legende: G = Gewonnen, V = Verloren, S = Schultersieg
| Athleten             | Wettbewerb       | Achtelfinale | Achtelfinale | Viertelfinale | Viertelfinale | Halbfinale    | Halbfinale    | Hoffnungsrunde Halbfinale | Hoffnungsrunde Halbfinale | Hoffnungsrunde Finale | Hoffnungsrunde Finale | Finale        | Finale        | Rang   |
| Athleten             | Wettbewerb       | Gegner       | Ergebnis     | Gegner        | Ergebnis      | Gegner        | Ergebnis      | Gegner                    | Ergebnis                  | Gegner                | Ergebnis              | Gegner        | Ergebnis      | Rang   |
| -------------------- | ---------------- | ------------ | ------------ | ------------- | ------------- | ------------- | ------------- | ------------------------- | ------------------------- | --------------------- | --------------------- | ------------- | ------------- | ------ |
| Männer               |                  |              |              |               |               |               |               |                           |                           |                       |                       |               |               |        |
| Gʻulomjon Abdullayev | Klasse bis 57 kg | Liu M.       | G 10:2       | S. Ugujew     | V 6:6         | ausgeschieden | ausgeschieden | T. Gilman                 | V 1:11                    | ausgeschieden         | ausgeschieden         | ausgeschieden | ausgeschieden | 7      |
| Bekzod Abdurahmonov  | Klasse bis 74 kg | F. Gómez     | G 10:0       | S. Sidakow    | V 6:13        | ausgeschieden | ausgeschieden | A. Midana                 | G 10:0                    | D. Kaissanow          | G 13:2                | ausgeschieden | ausgeschieden | Bronze |
| Javrail Shapiyev     | Klasse bis 86 kg | H. Yazdani   | V 2:11       | ausgeschieden | ausgeschieden | ausgeschieden | ausgeschieden | S. Reichmuth              | G 5:2                     | A. Naifonow           | V 0:2                 | ausgeschieden | ausgeschieden | 5      |
| Magomed Ibragimov    | Klasse bis 97 kg | S. Karadeniz | V 3:3        | ausgeschieden | ausgeschieden | ausgeschieden | ausgeschieden | ausgeschieden             | ausgeschieden             | ausgeschieden         | ausgeschieden         | ausgeschieden | ausgeschieden | 11     |

#### Griechisch-römischer Stil
Legende: G = Gewonnen, V = Verloren, S = Schultersieg
| Athleten               | Wettbewerb        | Achtelfinale | Achtelfinale | Viertelfinale | Viertelfinale | Halbfinale    | Halbfinale    | Hoffnungsrunde Halbfinale | Hoffnungsrunde Halbfinale | Hoffnungsrunde Finale | Hoffnungsrunde Finale | Finale        | Finale        | Rang |
| Athleten               | Wettbewerb        | Gegner       | Ergebnis     | Gegner        | Ergebnis      | Gegner        | Ergebnis      | Gegner                    | Ergebnis                  | Gegner                | Ergebnis              | Gegner        | Ergebnis      | Rang |
| ---------------------- | ----------------- | ------------ | ------------ | ------------- | ------------- | ------------- | ------------- | ------------------------- | ------------------------- | --------------------- | --------------------- | ------------- | ------------- | ---- |
| Männer                 |                   |              |              |               |               |               |               |                           |                           |                       |                       |               |               |      |
| Elmurat Tasmuradov     | Klasse bis 60 kg  | L. Temirow   | V 0:5        | ausgeschieden | ausgeschieden | ausgeschieden | ausgeschieden | ausgeschieden             | ausgeschieden             | ausgeschieden         | ausgeschieden         | ausgeschieden | ausgeschieden | 13   |
| Jalgasbay Berdimuratov | Klasse bis 77 kg  | K. Tschaljan | V 0:5        | ausgeschieden | ausgeschieden | ausgeschieden | ausgeschieden | ausgeschieden             | ausgeschieden             | ausgeschieden         | ausgeschieden         | ausgeschieden | ausgeschieden | 14   |
| Rustam Assakalow       | Klasse bis 87 kg  | L. Gobadse   | G 6:5        | I. Huklek     | V 1:4         | ausgeschieden | ausgeschieden | ausgeschieden             | ausgeschieden             | ausgeschieden         | ausgeschieden         | ausgeschieden | ausgeschieden | 8    |
| Moʻminjon Abdullayev   | Klasse bis 130 kg | A. Vititin   | G 8:0        | Y. Acosta     | V 0:2         | ausgeschieden | ausgeschieden | ausgeschieden             | ausgeschieden             | ausgeschieden         | ausgeschieden         | ausgeschieden | ausgeschieden | 7    |

### Rudern
| Athleten                              | Wettbewerb                  | Vorlauf     | Vorlauf | Vorlauf       | Hoffnungslauf | Hoffnungslauf | Hoffnungslauf | Halbfinale | Halbfinale | Halbfinale    | Finale      | Finale | Rang |
| Athleten                              | Wettbewerb                  | Zeit        | Platz   | Qualifikation | Zeit          | Platz         | Qualifikation | Zeit       | Platz      | Qualifikation | Zeit        | Platz  | Rang |
| ------------------------------------- | --------------------------- | ----------- | ------- | ------------- | ------------- | ------------- | ------------- | ---------- | ---------- | ------------- | ----------- | ------ | ---- |
| Männer                                |                             |             |         |               |               |               |               |            |            |               |             |        |      |
| Shahboz Xolmirzayev Sobir Safaraliyev | Leichtgewichts-Doppelzweier | 6:44,98 min | 4       | Hoffnungslauf | 6:56,22 min   | 4             | Finale C      | –          | –          | –             | 6:40,25 min | 4      | 16   |

### Schießen
| Athleten          | Wettbewerb                                 | Qualifikation   | Qualifikation | Finale          | Finale        | Rang |
| Athleten          | Wettbewerb                                 | Ringe/ Scheiben | Rang          | Ringe/ Scheiben | Rang          | Rang |
| ----------------- | ------------------------------------------ | --------------- | ------------- | --------------- | ------------- | ---- |
| Frauen            |                                            |                 |               |                 |               |      |
| Muxtasar Tohirova | 50 m Kleinkalibergewehr Dreistellungskampf | 1155            | 30            | ausgeschieden   | ausgeschieden | 30   |
| Muxtasar Tohirova | 10 m Luftgewehr                            | 622,2           | 33            | ausgeschieden   | ausgeschieden | 33   |

### Schwimmen
| Athleten            | Wettbewerb     | Vorlauf | Vorlauf | Halbfinale    | Halbfinale    | Finale        | Finale        | Rang |
| Athleten            | Wettbewerb     | Zeit    | Rang    | Zeit          | Rang          | Zeit          | Rang          | Rang |
| ------------------- | -------------- | ------- | ------- | ------------- | ------------- | ------------- | ------------- | ---- |
| Frauen              |                |         |         |               |               |               |               |      |
| Natalya Kritinina   | 50 m Freistil  | 26,93 s | 48      | ausgeschieden | ausgeschieden | ausgeschieden | ausgeschieden | 48   |
| Männer              |                |         |         |               |               |               |               |      |
| Xurshidjon Tursunov | 100 m Freistil | 50,14 s | 41      | ausgeschieden | ausgeschieden | ausgeschieden | ausgeschieden | 41   |

### Taekwondo
| Athleten            | Wettbewerb        | Achtelfinale | Achtelfinale | Viertelfinale | Viertelfinale | Hoffnungsrunde Halbfinale | Hoffnungsrunde Halbfinale | Halbfinale      | Halbfinale    | Hoffnungsrunde Finale | Hoffnungsrunde Finale | Finale        | Finale        | Rang |
| Athleten            | Wettbewerb        | Gegner       | Erg.         | Gegner        | Erg.          | Gegner                    | Erg.                      | Gegner          | Erg.          | Gegner                | Erg.                  | Gegner        | Erg.          | Rang |
| ------------------- | ----------------- | ------------ | ------------ | ------------- | ------------- | ------------------------- | ------------------------- | --------------- | ------------- | --------------------- | --------------------- | ------------- | ------------- | ---- |
| Frauen              |                   |              |              |               |               |                           |                           |                 |               |                       |                       |               |               |      |
| Nigora Tursunqulova | Klasse bis 67 kg  | M. Zhang     | 9:12         | ausgeschieden | ausgeschieden | ausgeschieden             | ausgeschieden             | ausgeschieden   | ausgeschieden | ausgeschieden         | ausgeschieden         | ausgeschieden | ausgeschieden | 11   |
| Svetlana Osipova    | Klasse über 67 kg | C. Deniz     | 9:10         | ausgeschieden | ausgeschieden | ausgeschieden             | ausgeschieden             | ausgeschieden   | ausgeschieden | ausgeschieden         | ausgeschieden         | ausgeschieden | ausgeschieden | 11   |
| Männer              |                   |              |              |               |               |                           |                           |                 |               |                       |                       |               |               |      |
| Ulugʻbek Rashitov   | Klasse bis 68 kg  | D.-h. Lee    | 21:19        | M. Hosseini   | 34:22         | —                         | —                         | N. Husić        | 28:5          | —                     | —                     | B. Sinden     | 34:29         | Gold |
| Nikita Rafalovich   | Klasse bis 80 kg  | M. Hernández | 17:7         | M. Beigi      | 12:1          | —                         | —                         | S. Al-Sharabaty | 11:13         | T. Kanaet             | 18:24                 | ausgeschieden | ausgeschieden | 5    |

### Tennis
| Athleten      | Wettbewerb | 1. Runde | 1. Runde       | 2. Runde      | 2. Runde      | Achtelfinale  | Achtelfinale  | Viertelfinale | Viertelfinale | Halbfinale    | Halbfinale    | Finale / Platz 3 | Finale / Platz 3 |
| Athleten      | Wettbewerb | Gegner   | Ergebnis       | Gegner        | Ergebnis      | Gegner        | Ergebnis      | Gegner        | Ergebnis      | Gegner        | Ergebnis      | Gegner           | Ergebnis         |
| ------------- | ---------- | -------- | -------------- | ------------- | ------------- | ------------- | ------------- | ------------- | ------------- | ------------- | ------------- | ---------------- | ---------------- |
| Männer        |            |          |                |               |               |               |               |               |               |               |               |                  |                  |
| Denis Istomin | Einzel     | S. Nagal | 4:6, 7:66, 4:6 | ausgeschieden | ausgeschieden | ausgeschieden | ausgeschieden | ausgeschieden | ausgeschieden | ausgeschieden | ausgeschieden | ausgeschieden    | ausgeschieden    |

### Turnen

#### Gerätturnen
| Athleten             | Wettbewerb       | Qualifikation | Qualifikation | Finale        | Finale        | Rang |
| Athleten             | Wettbewerb       | Punkte        | Rang          | Punkte        | Rang          | Rang |
| -------------------- | ---------------- | ------------- | ------------- | ------------- | ------------- | ---- |
| Frauen               |                  |               |               |               |               |      |
| Oksana Chusovitina   | Sprung           | 14,166        | 14            | ausgeschieden | ausgeschieden | 14   |
| Männer               |                  |               |               |               |               |      |
| Rasuljon Abdurahimov | Barren           | 14,733        | 24            | ausgeschieden | ausgeschieden | 24   |
| Rasuljon Abdurahimov | Boden            | 12,566        | 64            | ausgeschieden | ausgeschieden | 64   |
| Rasuljon Abdurahimov | Pauschenpferd    | 12,166        | 64            | ausgeschieden | ausgeschieden | 64   |
| Rasuljon Abdurahimov | Reck             | 13,033        | 48            | ausgeschieden | ausgeschieden | 48   |
| Rasuljon Abdurahimov | Ringe            | 12,733        | 62            | ausgeschieden | ausgeschieden | 62   |
| Rasuljon Abdurahimov | Mehrkampf Einzel | 79,064        | 49            | ausgeschieden | ausgeschieden | 49   |

#### Rhythmische Sportgymnastik
| Athletinnen                                                                                     | Wettbewerb | Qualifikation | Qualifikation | Finale        | Finale        | Rang |
| Athletinnen                                                                                     | Wettbewerb | Punkte        | Rang          | Punkte        | Rang          | Rang |
| ----------------------------------------------------------------------------------------------- | ---------- | ------------- | ------------- | ------------- | ------------- | ---- |
| Frauen                                                                                          |            |               |               |               |               |      |
| Yekaterina Fetisova                                                                             | Einzel     | 75,500        | 24            | ausgeschieden | ausgeschieden | 24   |
| Kseniya Aleksandrova Kamola Irnazarova Dinara Ravshanbekova Sevara Safoyeva Nilufar Shomurodova | Gruppe     | 79,000        | 9             | ausgeschieden | ausgeschieden | 9    |